# Windsor (Wisconsin)
Windsor es un pueblo ubicado en el condado de Dane en el estado estadounidense de Wisconsin. En el Censo de 2010 tenía una población de 6345 habitantes y una densidad poblacional de 85,13 personas por km².

## Geografía
Windsor se encuentra ubicado en las coordenadas 43°14′45″N 89°16′54″O / 43.24583, -89.28167. Según la Oficina del Censo de los Estados Unidos, Windsor tiene una superficie total de 74.53 km², de la cual 74.23 km² corresponden a tierra firme y (0.41%) 0.3 km² es agua.

## Demografía
Según el censo de 2010, había 6345 personas residiendo en Windsor. La densidad de población era de 85,13 hab./km². De los 6345 habitantes, Windsor estaba compuesto por el 94.26% blancos, el 1.25% eran afroamericanos, el 0.22% eran amerindios, el 2.25% eran asiáticos, el 0.03% eran isleños del Pacífico, el 0.66% eran de otras razas y el 1.32% pertenecían a dos o más razas. Del total de la población el 2.03% eran hispanos o latinos de cualquier raza.